# ローラ・ラ・プラント
- ローラ・ラ・プランテ

ローラ・ラ・プラント（Laura La Plante、1904年11月1日  – 1996年10月14日）はアメリカの映画女優。サイレント映画期に活躍した。ローラ・ラ・プランテと表記されることもある。

## 経歴
15歳でデビューし、1923年にはワンパス・ベビー・スターズに選出された。1920年代には60本以上の映画に出演した。
ユニバーサル・ピクチャーズでクラレンス・ブラウン監督の『燻ゆる情炎』、パウル・レニ監督の『猫とカナリヤ』、レジナルド・デニー共演の『スキナーの夜会服』、ウィリアム・ワイラー監督の『恋のからくり』、エドナ・ファーバー原作の『ショウ・ボート』などに出演、トップ女優となる。
20代半ばでトーキーの時代を迎えると、新人スターに押されて次第に仕事が激減した。
1931年以降、ラ・プラントはイギリスに渡り、スピード重視の低品質で知られたワーナー・ブラザースのテディントンスタジオ作品に出演する。『影なき男』シリーズのマーナ・ロイの後任として名前も挙がったが、ロイがシリーズに残ったため、ハリウッド復帰はならず、1935年に引退した。（後に復帰）
1996年、アルツハイマー病のため死去。91歳だった。
カリフォルニア州アゴウラヒルズには彼女の名前にちなんだ「Laura La Plante Road」がある。

## 家族
妹のヴァイオレット・ラ・プランテ（英語版）もサイレント女優。姉同様、ワンパス・ベビー・スターズに選出もされたが姉ほどの活躍はできなかった。

## フィルモグラフィ

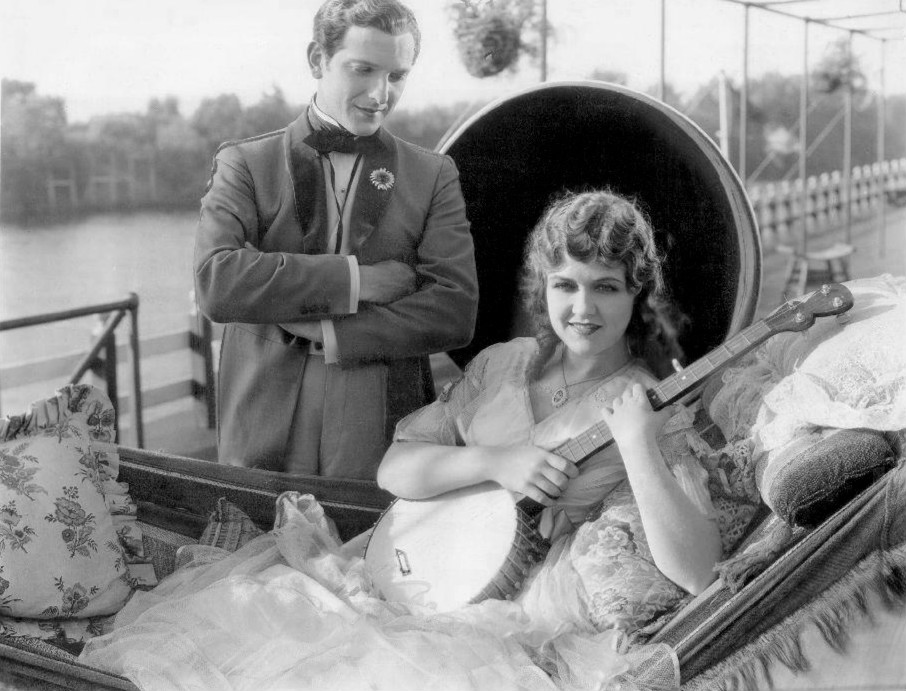
『ショウ・ボート』からジョセフ・シルドクラウトと

- 八一三 813 (1929) - 原作は『813』。現存しない
- 懐かしの泉 The Old Swimmin' Hole (1921)
- ユーコンの危難 Perils of the Yukon (1922) - 現存しない
- 垣根の花 The Wall Flower (1922) - 現存しない
- Around the World in Eighteen Days( (1923) - 現存しない
- 生気溌剌 Dead Game (1923)
- Shootin' for Love (1923)
- Out of Luck (1923)
- The Ramblin' Kid] (1923) - 現存しない
- 命を売る男 The Thrill Chaser (1923) - 現存しない
- 大速力王 Sporting Youth (1924)
- Excitement (1924) - 現存しない
- The Dangerous Blonde - 現存しない
- Young Ideas (1924)
- Ride for Your Life (1924) - 現存しない
- The Fatal Plunge (1924)
- 宇宙突破 The Fast Worker (1924)
- 胡蝶の如く Butterfly (1924) - 主演
- 燻ゆる情炎 Smouldering Fires (1925)
- 厄介娘 The Teaser (1925) - 主演。現存しない
- 乙女の危険期 Dangerous Innocence (1925) - 主演。現存しない
- えくぼ御用心 The Beautiful Cheat (1926) - 主演
- スキナーの夜会服 Skinner's Dress Suit (1926)
- 深夜の太陽 The Midnight Sun (1926) - 主演
- 混線脱線スターは誰だ Her Big Night (1926) - 主演
- 雨中の胡蝶 Butterflies in the Rain (1926) - 主演
- 鵜の目鷹の目 Poker Faces (1926)
- 恋愛保険 The Love Thrill (1927) - 主演。現存しない
- 焼き餅騒動絹の靴下 Silk Stockings (1927) - 主演
- 猫とカナリヤ The Cat and the Canary (1927) - 主演
- 南京豆小僧大成功 Thanks for the Buggy Ride (1928) - 主演
- 娘一人に婿百人 Finders Keepers (1928) - 主演
- のらくら新療法 Home, James (1928) - 主演
- 最後の警告[5] The Last Warning (1929) - 主演
- うわさ Scandal  (1929) - 主演
- ショウ・ボート Show Boat (1929) - 主演
- 恋のからくり The Love Trap  (1929) - 主演
- 愛の復活 Hold Your Man (1929) - 主演
- King of Jazz (1930)
- Captain of the Guard (1939) - 主演
- Stout Hearts and Willing Hands (1930)
- Arizona (英語版) (1931) - 主演。ジョン・ウェインが相手役
- God's Gift to Women (1931)
- 旦那様お留守 Lonely Wives (1931)
- Meet the Wife (1931) - 主演
- Lost in Limehouse (1933) - 主演
- The Sea Ghost (1931) - 主演
- Her Imaginary Lover (1933) - 主演
- The Girl in Possession (1934) - 主演
- The Church Mouse (1934) - 主演
- Widow's Might (1935) - 主演
- Man of the Moment (1935)
- Little Mister Jim (1946)
- Spring Reunion (1957)